# Oxyopes pawani
Oxyopes pawani är en spindelart som beskrevs av Gajbe 1992. Oxyopes pawani ingår i släktet Oxyopes och familjen lospindlar. Inga underarter finns listade i Catalogue of Life.